# Juli (gruppo musicale)
Juli è il nome di un gruppo pop tedesco di Gießen, città dell'Assia nella Germania centro-occidentale.
Il gruppo è composto da cinque membri: Eva Briegel (voce), Jonas Pfetzing (chitarra), Simon Triebel (chitarra), Andreas "Dedi" Herde (basso) e Marcel Römer (batteria), che agli esordi si chiamavano Sunnyglade.

## Storia del gruppo

### Il periodoSunnyglade
I Sunnyglade esistono dal 1999, inizialmente senza una cantante ufficiale (cantava invece Simon Triebel) e con un altro batterista (Martin Möller). Soltanto più tardi si aggrega la cantante Miriam Adameit. Oggi sia quest'ultima sia Martin Möller non fanno più parte del gruppo.
I Sunnyglade vincono poi il premio "Hessischen Rockpreis 2000", riconoscimento a livello regionale, arrivando al secondo posto con il titolo di "Deutschen Pop-Preis", cantando in lingua inglese.
All'inizio del 2001 firmano il loro primo contratto di edizione con la EMI. Seguono poi ulteriori registrazioni con il produttore Lutz Fahrenkrog-Petersen (figlio di Uwe Fahrenkrog-Petersen) a Berlino e i testi cominciano ad essere scritti in lingua tedesca. Con ciò si chiude l'epoca Sunnyglade e le relative canzoni registrate e si decide di proseguire con il nuovo nome Juli e con canzoni scritte in tedesco. Il nuovo nome nasce dal titolo di una canzone del gruppo berlinese Tex.

### Gli inizi degliJuli

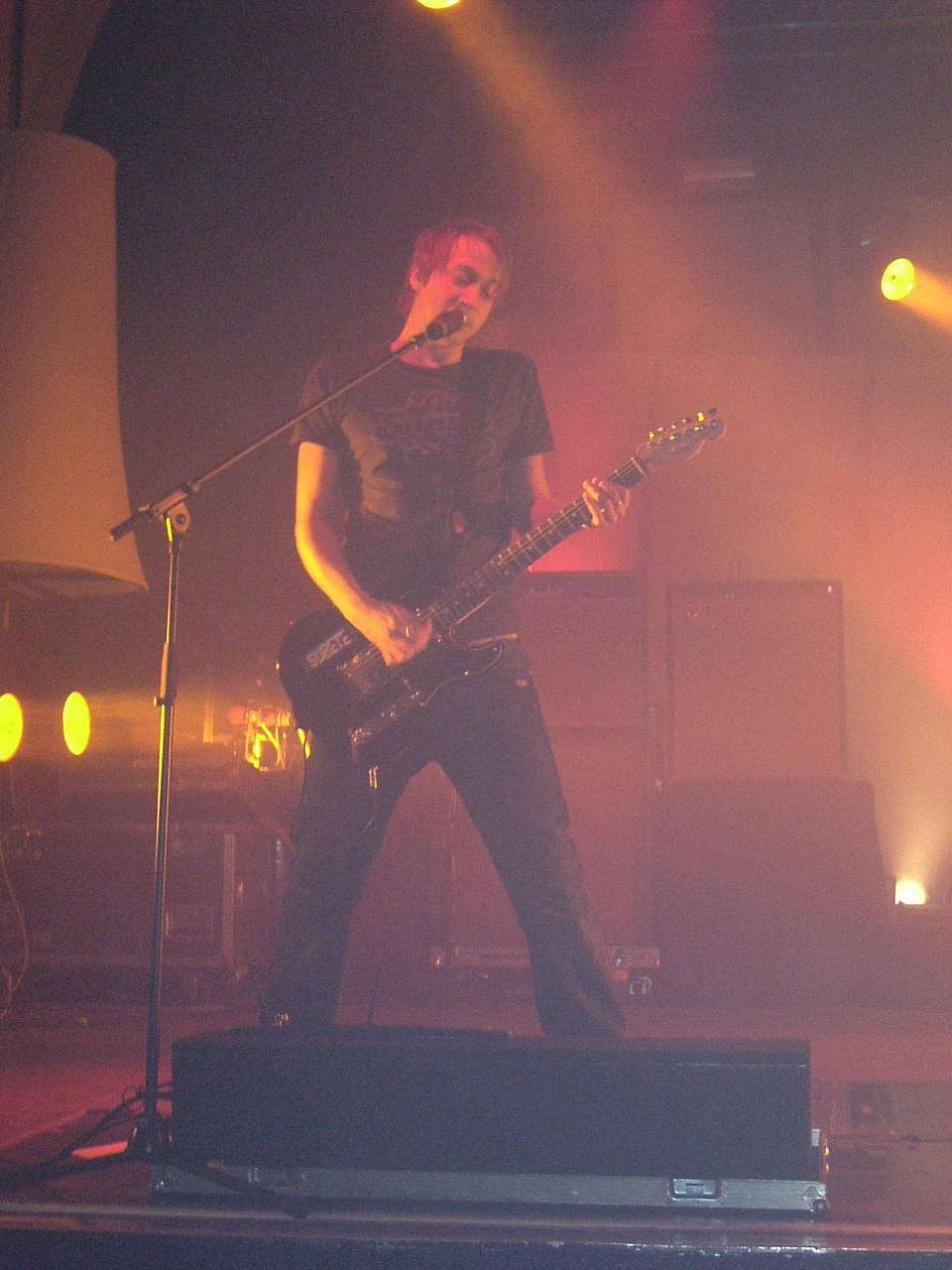
Simon Triebel, il chitarrista, ad un concerto il 2 marzo 2007.

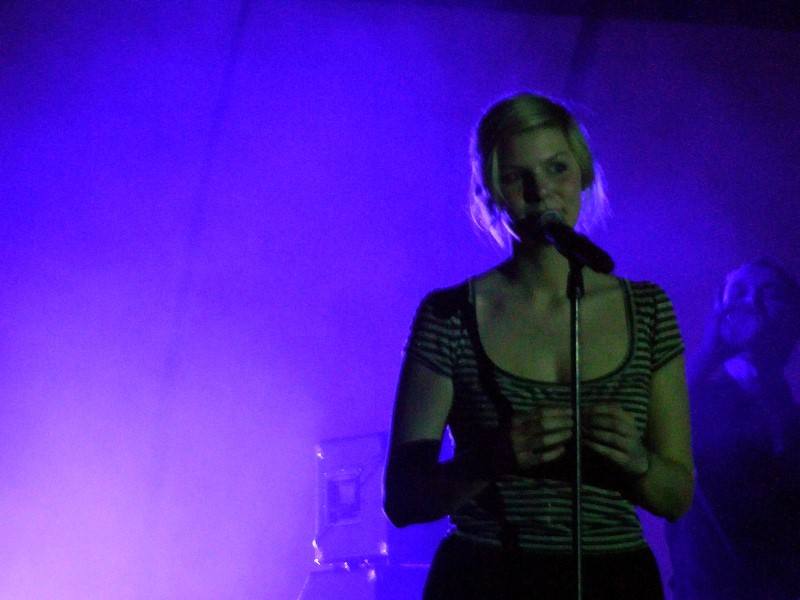
La cantante del gruppo Eva Briegel durante un concerto a Magonza il 21 gennaio 2007 alla Phönix-Halle.

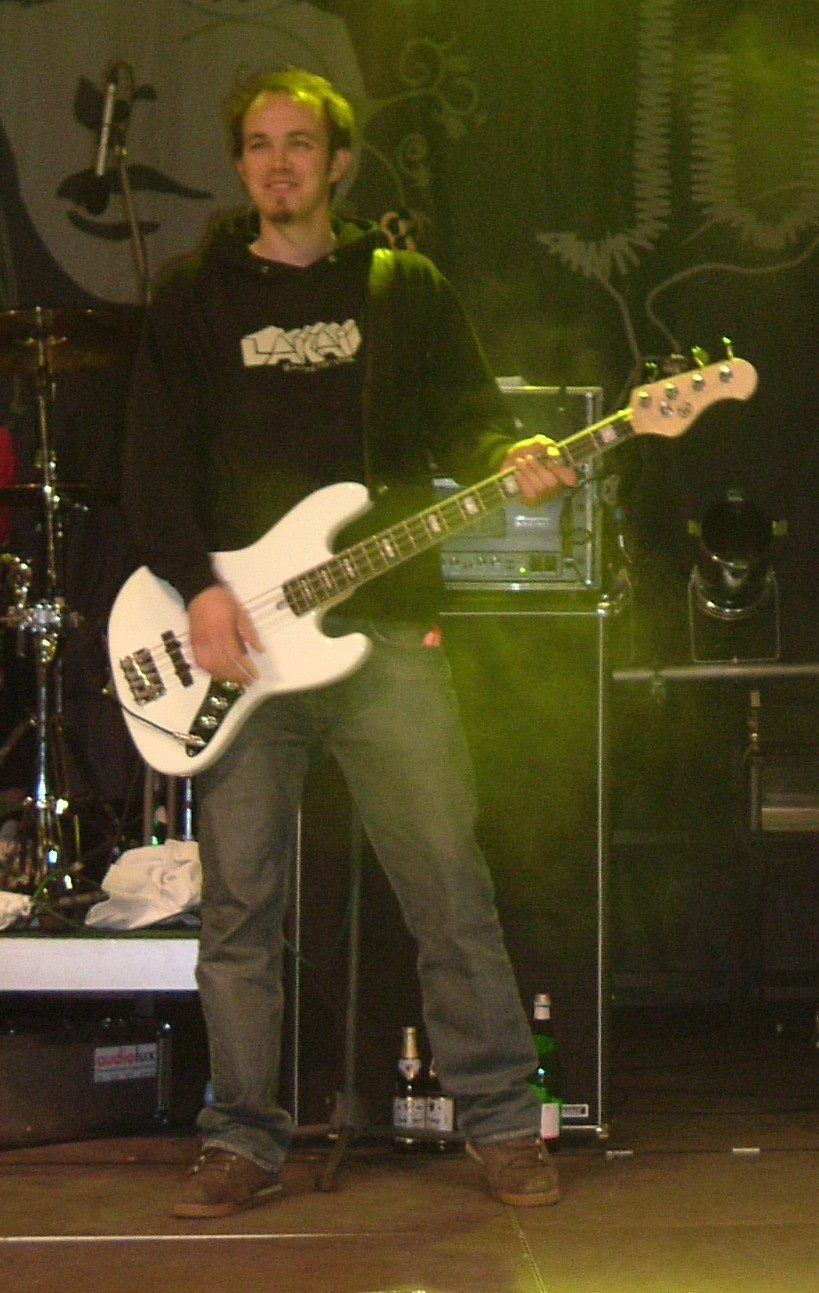
Il bassista "Dedi" in un concerto a Cottbus il 26 maggio 2006.

La prima comparsa come Juli avviene a giugno del 2002 e convince molto sia pubblico sia case discografiche. Lo stesso anno gli Juli iniziano a lavorare con il produttore Michael Gerlach, dalla cui collaborazione nascono nuove registrazioni demo. Vista la risonanza positiva da parte di diverse case discografiche, gli Juli hanno la possibilità di vedersi organizzare uno showcase il 16 gennaio 2003 a Berlino.
Tre mesi dopo, il 24 aprile 2003, la Universal Music organizza un "Unplugged Showcase". Davanti a rappresentanti della Universal Europa si esibiscono così diversi artisti tra cui Eva Briegel e il chitarrista Jonas Pfetzing, che propongono quattro loro canzoni a nome di tutto il gruppo.
La decisione di firmare un contratto discografico sembra sia partita proprio da quest'ultima partecipazione all'"Unplugged Showcase", in cui determinante è stato il parere positivo di un talent scout che aveva visto gli Juli già il 16 gennaio.
Nell'agosto del 2003 Eva, Jonas, Simon, Andreas e Marcel firmano quindi il loro primo contratto discografico al Popkomm di Colonia, la più grande fiera di musica in tutto il mondo.

### Il successo:Es ist Juli
Il loro primo singolo Perfekte Welle esce alla fine di giugno 2004 e rimane per più di sei mesi nella classifica dei singoli più venduti (a novembre 2004 era ancora al secondo posto) e ottiene il disco d'oro. La canzone inoltre è ormai diventata una sorta di inno rappresentante la nuova onda di successo di canzoni e testi in lingua tedesca cominciata nel 2004, e aprì la strada a tutta una serie di compilation di musica pop tedesca. La canzone è stata però anche discussa perché parla di un'onda e nel 2004, con lo tsunami, vogliono bandirla. E le radio non fanno più ascoltare questo singolo.
Dopo lo Tsunami, la catastrofe naturale che nel dicembre 2004 ha mietuto più di 280 000 vittime nel Sud-est asiatico, la maggior parte delle emittenti radiofoniche decide di ritirare la hit Perfekte Welle dalla programmazione visto l'equivoco significato della canzone che in alcuni punti può risultare di doppia interpretazione: questa è l'onda perfetta / questo è il giorno perfetto / lasciati trasportare da lei / la cosa migliore è non pensarci oppure ora si avvicina lentamente a te / l'acqua ti colpisce in viso.
In realtà il testo parla di un surfista che dopo una lunga attesa finalmente incontra l'onda perfetta, quella giusta. Una metafora questa che invita a sfruttare e godere di un'opportunità che si presenta dopo un'attesa che sembrava inutile e senza speranza. Alcuni fans ritengono esagerata la reazione delle emittenti radiofoniche, poiché il messaggio positivo della canzone non avrebbe niente a che vedere con una catastrofe naturale. L'iniziativa pertanto viene vista da alcuni come un esempio esagerato di correttezza politica.
Tuttavia la band e la casa discografica Universal Music hanno ufficialmente dichiarato di comprendere le motivazioni per il ritiro del singolo dalle radio.
L'album d'esordio, Es ist Juli sale poi fino al terzo posto nelle classifiche tedesche degli album più venduti, diventando quattro volte disco di platino con più di un milione di copie vendute e per un anno intero rimane costantemente nella classifica dei venticinque album più venduti.
Il 12 febbraio 2005 gli Juli partecipano con la canzone Geile Zeit al concorso regionale Bundesvision Song Contest 2005 in Assia, ottenendo il primo posto.
Pochi giorni dopo inizia l'Es ist juli tour, che porta gli Juli a trascorrere gran parte dell'anno 2005 tra concerti e festival. A ciò si aggiunge il 2 luglio 2005 la partecipazione al Live 8 di Berlino, dove il gruppo si esibisce con le canzoni Geile Zeit e Perfekte Welle.
In questo periodo vengono inoltre pubblicati altri tre singoli di minore successo, Regen und Meer, Warum e November.

### Il secondo album:Ein neuer Tag
A partire dall'autunno 2005, gli Juli trascurano momentaneamente impegni mondani ed apparizioni, ritirandosi a Bochum per potersi dedicare al loro secondo lavoro.
Durante il 2006 partecipano ad alcuni festival (tra i quali Schlossgrabenfest, Donauinselfest e Soundgarden Festival), mentre a luglio dello stesso anno i preparativi al nuovo disco possono considerarsi conclusi, e ad anticiparne l'uscita il 22 settembre 2006 viene pubblicato il singolo Dieses Leben. Il video e la canzone verranno poi remixati da Provenzano DJ per il programma di All Music M2 All Shock.
Il 13 ottobre 2006 esce Ein neuer Tag, il secondo album in studio degli Juli.
La prima settimana l'album ha già venduto 75 000 copie e grazie alle 200 000 prenotazioni l'album è già disco di platino.
A seguire vengono pubblicati rispettivamente Wir beide e Zerrissen.
Il 27 luglio 2007 esce il singolo Stolen, collaborazione tra gli Juli e il gruppo statunitense Dashboard Confessional. La canzone, originariamente interpretata dal frontman del gruppo Chris Carrabba, è in questa occasione cantata in duetto assieme ad Eva Briegel.
Il quarto singolo estratto, la title track Ein neuer Tag, esce invece il 21 settembre 2007, anticipando la pubblicazione del DVD Ein neuer Tag Live DVD, in uscita il 28 settembre, assieme al primo album live, Ein neuer Tag Live.

## Formazione
- Eva Briegel - voce
- Jonas Pfetzing - chitarra
- Simon Triebel - chitarra
- Andreas "Dedi" Herde - basso
- Marcel Römer - batteria

## Discografia

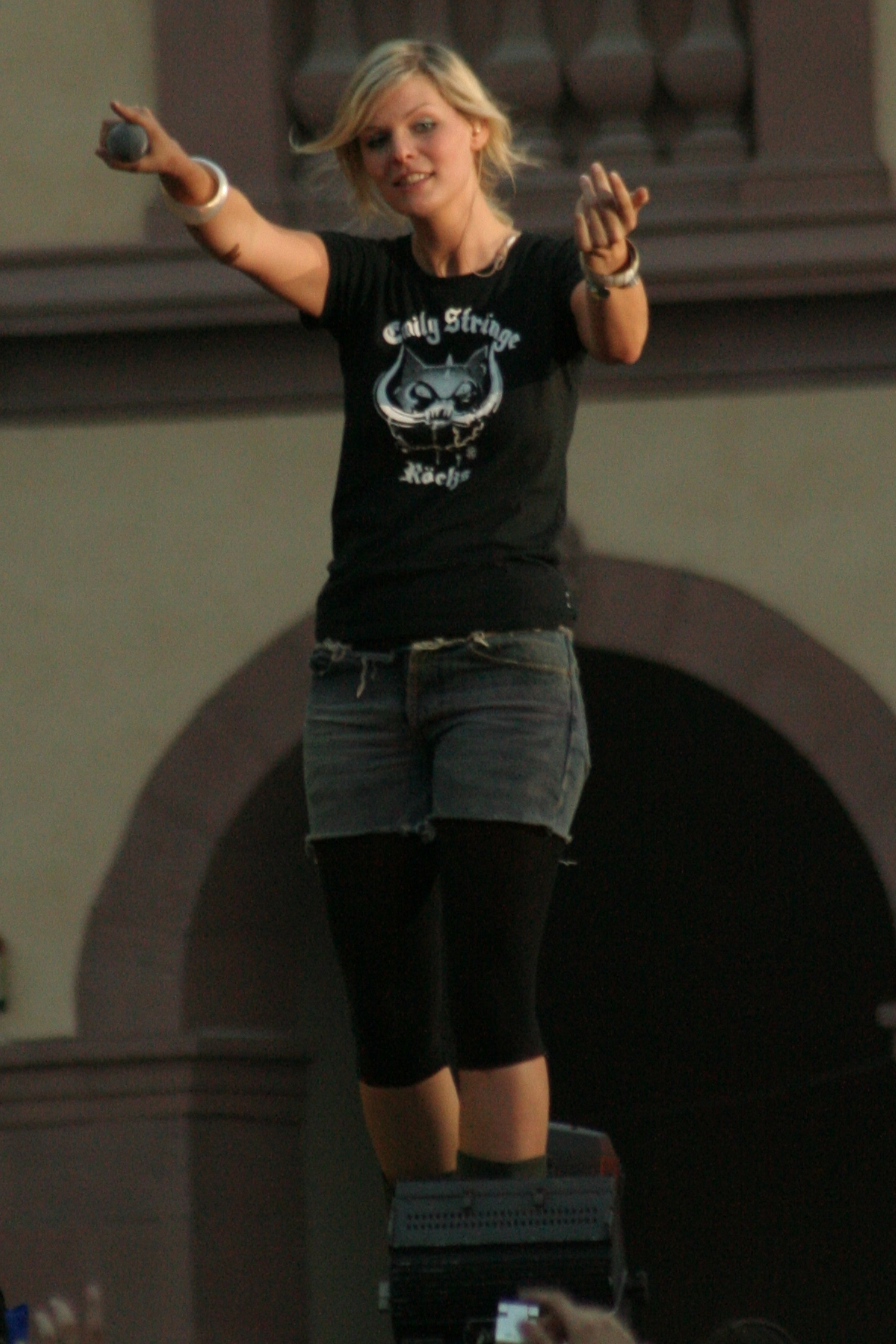
Eva Briegel al festival musicale Arena of Pop di Mannheim il 28 luglio 2007.

### Album
- 2004 – Es ist Juli (UMG)
- 2006 – Ein neuer Tag (UMG)
- 2007 – Ein neuer Tag Live (UMG)
- 2010 – In Love (UMG)
- 2014 – Insel (UMG)
- 2023 – Der Sommer ist vorbei (UMG)

### Singoli
- Perfekte Welle (28 giugno 2004)
- Geile Zeit (15 novembre 2004)
- Regen und Meer (2 maggio 2005)
- Warum (15 agosto 2005)
- November (11 novembre 2005 a tiratura limitata, 6 000 pezzi numerati)
- Dieses Leben (22 settembre 2006)
- Wir beide (15 dicembre 2006)
- Zerrissen (2007)
- Stolen (feat. Dashboard Confessional) (2007)
- Ein neuer Tag (21 settembre 2007)

### DVD
- Ein neuer Tag Live (28 settembre 2007)